# Renato Laemmermann
Renato Ludwig Laemmermann Monsalves (Victoria, 25 de agosto de 1916 - Concepción, 28 de mayo de 2006) fue un abogado, agricultor y político chileno.

## Biografía
Nació en Victoria el 25 de agosto de 1916. Hijo de Enrique Laemmermann Gaus y Julia Monsalves Hermosilla. Se casó en Bulnes el 21 de abril de 1961 con Augusta Espinoza Maureira. No tuvieron hijos.
Realizó sus estudios en el Colegio Alemán de Concepción y en el Internado Nacional Barros Arana. Ingresó a la Universidad de Chile donde cursó el primer año en la Facultad de Derecho y a partir del segundo año se trasladó a la Universidad de Concepción. Se recibió en ciencias jurídicas y sociales con la tesis "Teoría General de la Prueba" y  juró como abogado el 4 de octubre de 1944.
Ejerció su profesión como juez de Policía Local de Lota entre los años 1946 a 1965; abogado de la Defensa Municipal de Coronel entre 1948-1965; notario público en Cañete en 1978; y notario y conservador de Talcahuano de 1982–1992. Entre otras actividades se dedicó a la agricultura y explotó un fundo forestal.

### Carrera política
En 1940 fue vicepresidente de la Federación de Estudiantes de la Universidad de Concepción. También fundador de la Juventud Radical en Concepción; delegado a la Convención por La Serena de 1939; delegado a la Convención por la provincia de Arauco; y asambleísta nacional.
En las elecciones parlamentarias de 1965 fue elegido diputado del Partido Radical por la Decimoctava Agrupación Departamental "Lebu, Arauco y Cañete", período 1965-1969, obteniendo 2.999 votos. Integró la Comisión Permanente de Agricultura. Miembro de la Comisión Especial Investigadora "Plan Camelot" 1965-1966; Especial Investigadora de la Industria del Acero entre 1965-1966.
En las elecciones parlamentarias de 1969 fue reelecto diputado por la misma Agrupación Departamental, período 1969-1973. Integró la Comisión Permanente de Defensa Nacional; y Educación Física y Deportes. Miembro de la Comisión Especial Investigadora de Colonia Dignidad, 1967-1968. En 1970 fue miembro del Comité Parlamentario del Partido Radical y del Comité Parlamentario Independiente. Posteriormente se integró a la Democracia Radical.
No fue reelecto en las elecciones parlamentarias de 1973, en donde como  candidato diputado por Arauco obtuvo el 11.7% de los votos (4.206).
Gracias a su gestión se construyó el Museo Araucano de Cañete.
Falleció en Concepción el 28 de mayo de 2006.

## Historia electoral

### Elecciones parlamentarias de 1969
- Elecciones parlamentarias de 1969, para la 18ª Agrupación Departamental, Lebu, Arauco y Cañete[6]

(Se consideran sólo los dos diputados electos)
| Candidato                    | Pacto | Partido | Votos | % | Resultado |
| ---------------------------- | ----- | ------- | ----- | - | --------- |
| Claudio Huepe García         | PDC   | PDC     | 3950  |   | Diputado  |
| Renato Laemmermann Monsalves | PR    | PR      | 4071  |   | Diputado  |

### Elecciones parlamentarias de 1973
- Elecciones parlamentarias de 1973, para la 18ª Agrupación Departamental, Lebu, Arauco y Cañete[7]

| Candidato                                 | Partido                    | Votos  | %       | Resultado |
| ----------------------------------------- | -------------------------- | ------ | ------- | --------- |
| A. Confederación de la Democracia         |                            |        |         |           |
| Renato Laemmermann Monsalves              | DR                         | 4209   | 11,42 % |           |
| Claudio Huepe García                      | PDC                        | 8245   | 22,37 % | Diputado  |
| Votos de Lista                            | CODE                       | 184    | 0,50 %  |           |
| B. Unidad Popular                         |                            |        |         |           |
| Manuel Gallardo Paz                       | PCCh                       | 18 372 | 49,85 % | Diputado  |
| Luis Jury Jury                            | PR                         | 5101   | 13,84 % |           |
| Votos de Lista                            | UP                         | 583    | 1,58 %  |           |
| C. Unión Socialista Popular               |                            |        |         |           |
| Fermín Fierro Luengo                      | USOPO                      | 158    | 0,43 %  |           |
| Votos válidamente emitidos                | Votos válidamente emitidos | 36 852 | 98,15 % |           |
| Votos nulos                               | Votos nulos                | 513    | 1,37 %  |           |
| Votos en blanco                           | Votos en blanco            | 182    | 0,48 %  |           |
| Total de votos emitidos                   | Total de votos emitidos    | 37 547 | 100 %   |           |
| Fuente: Dirección del Registro Electoral. |                            |        |         |           |